# Ошель (кантон)
Ошель (фр. Auchel) — кантон во Франции, находится в регионе О-де-Франс, департамент Па-де-Кале. Входит в состав округа Бетюн.

## История
До 2015 года в состав кантона входили коммуны:
Ам, Аметт, Бюрбюр, Коши-а-ла-Тур, Лепесс, Лозенгем, Льер, Ошель, Ферфе, Экедек.
В результате реформы 2015 года состав кантона был изменен.

## Состав кантона с 22 марта 2015 года
В состав кантона входят коммуны (население по данным Национального института статистики Архивная копия от 7 ноября 2021 на Wayback Machine за 2018 г.):
- Дивьон (6 977 чел.)
- Дьеваль (742 чел.)
- Калонн-Рикуар (5 520 чел.)
- Камблен-Шатлен (1 774 чел.)
- Коши-а-ла-Тур (2 768 чел.)
- Лозенгем (1 273 чел.)
- Марль-ле-Мин (5 561 чел.)
- Ошель (10 399 чел.)
- Уртон (767 чел.)

## Политика
На президентских выборах 2022 г. жители кантона отдали в 1-м туре Марин Ле Пен 52,5 % голосов против 16,2 % у Эмманюэля Макрона и 14,8 % у Жана-Люка Меланшона; во 2-м туре в кантоне победила Ле Пен, получившая 72,2 % голосов. (2017 год. 1 тур: Марин Ле Пен – 44,3 %, Жан-Люк Меланшон – 22,9 %, Эмманюэль Макрон – 12,9 %, Франсуа Фийон – 8,2 %; 2 тур: Ле Пен – 66,2 %. 2012 год. 1 тур: Франсуа Олланд — 29,3 %, Марин Ле Пен — 29,1 %, Николя Саркози — 14,7 %; 2 тур: Олланд — 66,4 %).
С 2022 года кантон в Совете департамента Па-де-Кале представляют член совета города Ошель Мишель Жаке (Michèle Jacquet) (Разные левые) и мэр города Калонн-Рикуар Людовик Идзяк (Ludovic Idziak) (Коммунистическая партия).
|                | Кандидаты                     | Партия                   | Первый тур | Первый тур     | Второй тур | Второй тур |
| Кол-во голосов | Кандидаты                     | Партия                   | % голосов  | Кол-во голосов | % голосов  |            |
| -------------- | ----------------------------- | ------------------------ | ---------- | -------------- | ---------- | ---------- |
|                | Мишель Жаке Людовик Идзяк     | Разные левые             | 3 619      | 47,49          | 4 407      | 57,46      |
|                | Тереза Делассю Жером Леруа    | Национальное объединение | 3 090      | 40,55          | 3 263      | 42,54      |
|                | Флоранс Осталье Тьерри Прювос | Правоцентристский блок   | 912        | 11,97          |            |            |

|                | Кандидаты                 | Партия                  | Первый тур | Первый тур     | Второй тур | Второй тур |
| Кол-во голосов | Кандидаты                 | Партия                  | % голосов  | Кол-во голосов | % голосов  |            |
| -------------- | ------------------------- | ----------------------- | ---------- | -------------- | ---------- | ---------- |
|                | Людовик Гио Даниэль Со    | Левый фронт             | 2 791      | 22,48          | 5 861      | 51,83      |
|                | Брюно Ру Северин Эли      | Национальный фронт      | 4 478      | 36,06          | 5 447      | 48,17      |
|                | Ришар Жаретт Моник Соссье | Разные правые           | 2 554      | 20,57          |            |            |
|                | Жак Флао Кристель Фоше    | Социалистическая партия | 1 517      | 12,22          |            |            |
|                | Иветт Карнё Рене Флинуа   | Разные левые            | 1 078      | 8,68           |            |            |

|  | Кандидат     | Партия                  | % голосов |
|  | ------------ | ----------------------- | --------- |
|  | Рене Ок      | Коммунистическая партия | 51,97     |
|  | Ришар Жаретт | Разные правые           | 48,03     |